# محمد الدوسري (لاعب كرة قدم كويتي)
محمد الدوسري ، لاعب كرة قدم كويتي سابق.
و هو يلعب مع نادي الشباب الكويتي، وهو يلعب في خط الوسط، وقد سجل هدف في مرمى نادي الجهراء في بطولة كأس الأمير 2006/2007 في المباراة التي انتهت بركلات الجزاء الترجيحية لمصلحة نادي الشباب بعد أن تعادل الفريقين 2-2 في الوقت الأصلي.